# Scolops texanus
Scolops texanus är en insektsart som beskrevs av Lawson och Beamer 1930. Scolops texanus ingår i släktet Scolops och familjen Dictyopharidae. Inga underarter finns listade i Catalogue of Life.